# Jean-Claude Carrière
Jean-Claude Carrière (Colombières-sur-Orb, Hérault, 17 de setembro de 1931 – Paris, 8 de fevereiro de 2021) foi um roteirista, escritor, diretor e ator francês. Aluno da École normale supérieure de Fontenay-Saint-Cloud, em Lyon, ele foi um colaborador frequente do diretor Luis Buñuel e, menos frequente, de Peter Brook. Foi presidente da La Fémis, a escola cinematográfica do estado francês.
Sua colaboração com Buñuel começou com o filme Le journal d'une femme de chambre (1964), para o qual ele co-escreveu o roteiro (com Buñuel) e também interpretou o papel de um padre da aldeia. Mais tarde, Carrière iria colaborar com quase todos os guiões dos filmes de Buñuel, incluindo Belle de jour (1967), Le charme discret de la bourgeoisie (1972), Le fantôme de la liberté (1974), Cet obscur objet du désir (1977) e La voie lactée (1969).
Ele também escreveu roteiros de Die Blechtrommel (O tambor, 1979), Danton (1983), Le Retour de Martin Guerre (1982), La dernière image (1986), The Unbearable Lightness of Being (1988), Valmont (1989), La Nuit bengali (1988), Chinese Box (1997) e Birth (2004), e co-escreveu Max, Mon Amour (1986) (1986) com o diretor Nagisa Oshima. Ele também colaborou com Peter Brook nas duas versões (com 9 horas e cinco horas de duração) do antigo épico sânscrito Mahabharata.
Seu trabalho na televisão inclui a série Les aventures de Robinson Crusoë (1964), uma produção francesa mais vista no exterior.
No documentário A propósito de Buñuel incluído na edição americana de Le charme discret de la bourgeoisie da Criterion Collection, declara ser produtor de vinho.
Autor de diversos livros, em 2011 Carrière lançou a ficção Le Reveil de Buñuel, fantasia em que o cineasta espanhol "acorda" depois de quase trinta anos morto, deparando-se com um mundo muito diferente do que ele esperava.
Morreu em 8 de fevereiro de 2021, aos 89 anos de idade, em Paris.

## Premiações
- 1988 - BAFTA: Melhor roteiro adaptado, The Unbearable Lightness of Being.[2]
- 1983 - César: Melhor roteiro original, Le Retour de Martin Guerre.[2]
- 1973 - British Film Academy Award: Melhor roteiro adaptado, Le charme discret de la bourgeoisie.[2]
- 1962 - Óscar: Melhor filme em curta metragem, Hereux anniversaire.[2]
- 1991 - Prêmio Molière (França) de roteiro adaptado por La Tempête

### Indicações
- Indicação para o César: Melhor roteiro original ou adaptação 1978, por Cet obscur objet du désir
- Indicação para o César 1983,  por Danton
- Indicação para o Oscar 1989: Melhor roteiro adaptado, com  Philip Kaufman, por The Unbearable Lightness of Being
- Indicação para o César 1991: Melhor roteiro original ou adaptação, por Cyrano de Bergerac
- Indicação para o Prêmio Molière de autor, por L'Aide-mémoire
- Indicação para o Prêmio Molière de autor 1997, por La Terrasse
- Indicação para o Prêmio Molière de autor 1999 por  *La Controverse de Valladolid
- Indicação para o Prêmio Molière de adaptador, 2003 por La Preuve